# قطعنامه ۱۱۸۲ شورای امنیت
قطعنامه ۱۱۸۲ شورای امنیت سازمان ملل متحد که در تاریخ ۱۴ ژوئیه ۱۹۹۸ تصویب شد، سندی بین‌المللی دربارهٔ بررسی وضعیت در جمهوری آفریقای مرکزی است. این قطعنامه طی نشست ۳۹۰۵ام با ۱۵ رای موافق، ۰ مخالف و ۰ ممتنع تصویب شد.